# Cochin Shipyard Limited
Cochin Shipyard Limited (CSL) je indická státní loděnice sídlící v Kóčinu ve státě Kérala. Založena byla roku 1972. Je to největší indická loděnice. Zajišťuje stavbu a opravy vojenských i civilních plavidel, včetně námořních těžebních zařízení.

## Historie

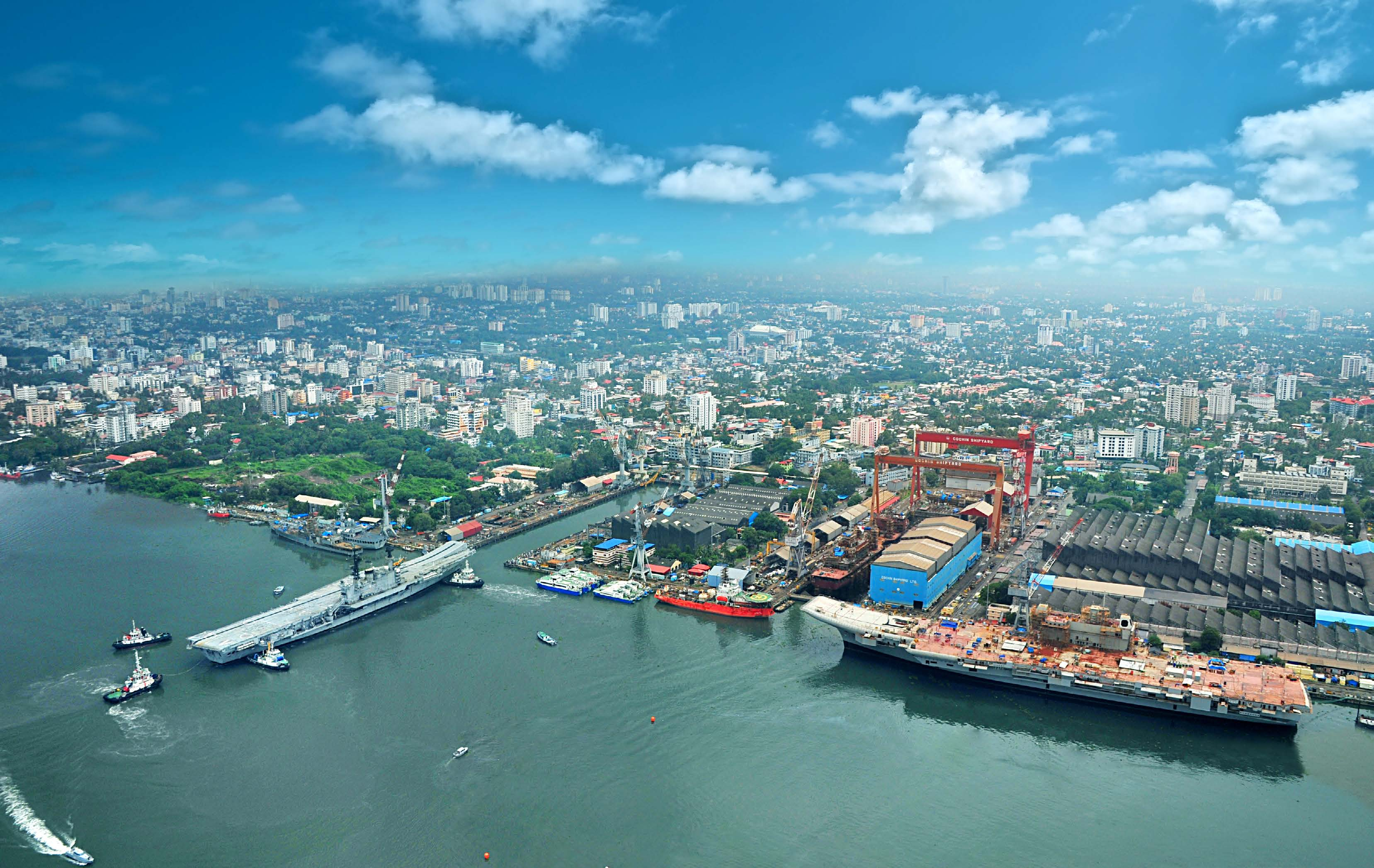
Indické letadlové lodě INS Viraat (R22) a INS Vikrant v loděnici Cochin

Roku 1972 loděnici založila indická vláda. Základní kámen loděnice byl položen v dubnu 1972. Loděnice vznikala v technickou podporou japonské společnosti Mitsubishi Heavy Industries (MHI). Stavba lodí v loděnici začala roku 1978 a jejich opravy roku 1981. První fáze stavby loděnice byla dokončena roku 1982. První CSL postavenou lodí byla roku 1981 MV Rani Padmini. Roku 1990 loděnice dokončila svůj první tanker Motilal Nehru. Později získala zakázky i v oblasti těžební infrastruktury (např. těžební plošiny). Roku 2009 loděnice zahájila stavbu první indické letadlové lodě domácí konstrukce INS Vikrant. Roku 2010 loděnice získala zakázku na dvacet hlídkových lodí třídy Aadesh pro pobřežní stráž. Roku 2014 CSL postavila své sté plavidlo. V roce 2017 indická vláda snížila svůj podíl v loděnici na 75 % akcií.

## Vybrané projekty
- Třída Vikrant – letadlová loď
  - INS Vikrant

- Třída ASW-SWC (8 ks) – protiponorkové korvety
- Next Generation Missile Vessel (NGMV, 6 ks) – raketové korvety
- Třída Aadesh (20 ks) – hlídkové lodě